# Михайло (Смолінський)
Михайло Смолінський ЧНІ (англ. Michael Smolinski; нар. 10 вересня 1972, Саскатун) — український греко-католицький єпископ, з 30 листопада 2023 року єпископ Саскатунської єпархії; редемпторист.

## Життєпис
Михайло Смолінський народився 10 вересня 1972 року в Саскатуні, Канада. Вступив до новіціяту Згромадження Найсвятішого Ізбавителя (редемптористів) 1 вересня 1997 року, а 15 серпня 2002 року склав вічні обіти. Навчався в Саскачеванському університеті, де здобув ліценціат з педагогіки, а також здобув ступінь магістра богослов'я в Університеті Святого Михаїла в Торонто. Крім того прослухав курс «Християнські студії Сходу» в Інституті митрополита Андрея Шептицького при Університеті Святого Павла в Оттаві.
Був висвячений на священника 5 липня 2003 року в храмі Святих апостолів Петра і Павла в Саскатуні тодішнім єпископом Саскатунської єпархії Михайлом Вівчаром. Звершував такі церковні служіння: настоятель дому прийняття (2005—2015); надзвичайний член Провінційної ради редемптористів (з 2008); парох парафії Святих апостолів Петра і Павла в Саскатуні (2015—2019).
1 серпня 2019 року обраний координатором Йорктонського регіону Канадської провінції та сотрудником в Українській католицькій парафії Святих Петра і Павла в місті Саскатун, яка є його рідною парафією. 9 листопада 2022 року обраний провінційним настоятелем (протоігуменом) редемптористів Канади. Вступив на посаду протоігумена під час провінціної капітули в січні 2023 року.

## Єпископ
30 листопада 2023 року Папа Франциск призначив ієромонаха Михайла Смолінського єпископом Саскатунської єпархії.
Єпископська хіротонія відбулася 20 січня 2024 року в храмі Святих Петра і Павла в Саскатуні (Канада). Головним святителем став Отець і Глава УГКЦ Блаженніший Святослав Шевчук, а співсвятителями — митрополит Вінніпезький Лаврентій Гуцуляк, дотеперішній апостольський адміністратор вакантного осідку Саскатунської єпархії, і єпарх Торонтський Браян Байда, попередній правлячий єпископ цієї єпархії.